# Bom xịt phòng vé
Trong điện ảnh, bom xịt là một bộ phim được coi là không thành công hoặc không có lợi trong quá trình hoạt động sân khấu, thường đi theo những quảng cáo rầm rộ về chi phí, sản xuất hoặc nỗ lực tiếp thị. Nói chung, bất kỳ bộ phim nào có chi phí sản xuất và tiếp thị vượt quá doanh thu kết hợp được phục hồi sau khi phát hành đều được coi là đã bị bom xịt.
Bom xịt phòng vé là một thuật ngữ chủ quan, vì đo lường thành công tài chính của một bộ phim là khó khăn. Cũng không có định nghĩa đáng tin cậy của thuật ngữ. Không phải tất cả các bộ phim không kiếm lại được chi phí ước tính trong thời gian diễn ra sân khấu của họ đều được coi là "bom xịt". Nhãn thường được áp dụng cho các bộ phim bỏ lỡ các dự báo thu nhập bởi một biên độ rộng, đặc biệt khi chúng rất đắt để sản xuất. Mặc dù điều này thường xảy ra cùng với các đánh giá trung bình hoặc kém, tiếp nhận quan trọng có mối liên hệ không hoàn hảo với hiệu suất phòng vé.